# Гондине, Эдмон
Эдмон Гондине (фр. Edmond Gondinet; 7 марта 1828, Лорьер, департамент Вьенна Верхняя — 19 ноября 1888, Нёйи-сюр-Сен) — французский драматург и либреттист.
Поначалу сочетал литературную карьеру с административной, однако затем ушёл в отставку с должности заместителя начальника отдела в Министерстве финансов Франции, чтобы полностью посвятить себя работе драматурга. В общей сложности написал около 40 пьес, дебютировав одноактной комедией «Слишком любопытный» (фр. Trop curieux), поставленной на сцене Комеди Франсез 25 июня 1863 года.
Гондине наиболее известен как автор либретто к трём операм Лео Делиба: «Так сказал король» (1873), «Жан де Нивель» (1880) и «Лакме» (1883), два последних — в соавторстве с Филиппом Жилем. Он также сотрудничал с композиторами Робером Планкетом и Раулем Пюньо.
Как отмечала Энциклопедия Брокгауза и Ефрона,

Гондине был более писатель для театра, чем драматический писатель в строгом смысле. Он не избрал себе никакого специального рода драматических произведений; все, что давало возможность выполнить сценическое представление, находило в нем отклик. Он писал и патриотическую драму («Libres»), и характерные комедии («Христиана», «Парижанин», «Клуб», «Парижские вечера» и проч.), и фарсы («Самый счастливый из троих», «Начальник отдельной части», «Гомар», «Гаво, Минар и комп.» и проч.)… Он выхватывал свои темы из жизни не столько чтобы их разрабатывать в нравоописательную характеристику, сколько чтобы сделать их предметом ловких театральных пьес. Тем не менее, талант наблюдателя брал своё, и автор вывел на сцену несколько очень чутко подмеченных черт современного ему общества.

Именем Гондине в 1899 году названа улица в Париже (rue Edmond Gondinet).